# Rhaphidopsis melaleuca
Rhaphidopsis melaleuca es una especie de escarabajo longicornio del género Rhaphidopsis, tribu Tragocephalini, orden Coleoptera. Fue descrita por Gerstaecker en 1855.

## Descripción
Mide 17-22 mm de longitud.

## Distribución
Se distribuye por Malaui, Mozambique, Namibia, Sudáfrica, Tanzania, Zambia y Zimbabue.